# Charles Zidler

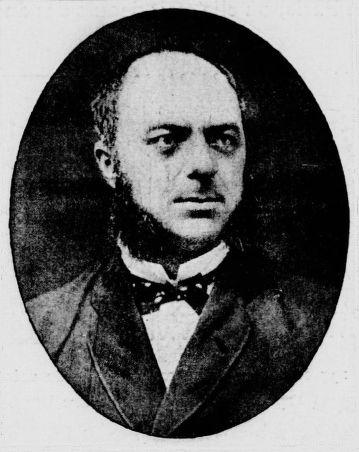
Charles Zidler

Charles Zidler (* 1832 in Saint-Cloud; † 1897 in Paris) war ein französischer Zoo- und Theaterdirektor. Er war Direktor und Mitbegründer des Pariser Etablissements Moulin Rouge, außerdem Direktor des Zirkus Hippodrome.

## Leben

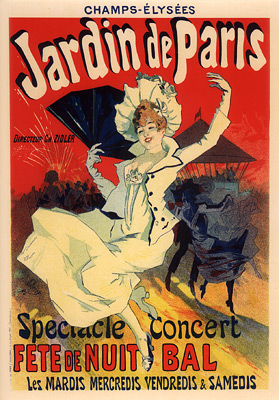
Werbeplakat von Jules Chéret für den unter der Leitung von Charles Zidler stehenden Vergnügungspark Jardin de Paris, 1890.

Während der Pariser Weltausstellung von 1889 gründete er mit seinem Geschäftspartner Joseph Oller im Pariser Stadtviertel Montmartre das bekannte Tanzlokal Moulin Rouge, das am 6. Oktober 1889 eröffnet wurde. Zidler gab seine Position als Direktor des Zirkus Hippodrome auf und engagierte Stars der Musik-, Tanz- und Unterhaltungsszene, wie La Goulue, Yvette Guilbert, Jane Avril, Mistinguett und den Kunstfurzer Joseph Pujol für Auftritte und Cabarets. Charles Zidler war mit dem Maler und Graphiker Henri Toulouse-Lautrec befreundet, der für das Moulin Rouge zahlreiche Plakate gestaltete. Über seinen weiteren Lebensweg ist nur wenig bekannt.
Yvette Guilbert überliefert in ihren Memoiren folgende Äußerung Zidlers:

„Sieh mal, meine liebe Yvette … ich bin wie du … ich bin ganz aus eigenen Kräften hochgekommen, bloß durch meine Arbeit. Mit zehn Jahren musste ich in diese widerliche Bièvre rein, diesen Bach aus Schlamm und Gerbstoff. Ich hab in dem stinkenden Wasser Kuhhäute gegerbt, weil mein Chef das nicht machen wollte. Ich habe lesen und schreiben gelernt, als ich vierzehn war, dabei bin ich nicht sehr kräftig … […] Weil ich das Gespür für die Organisation von Vergnügungen hatte, habe ich eines Tages Oller kennengelernt, und nachdem wir in Paris Partner geworden waren, haben wir Les Montagnes Russes eröffnet (im Olympia), Le Grand Hippodrome, […] dann das Moulin rouge, dann den Jardin de Paris.“

## Darstellung Zidlers im Film
In den Film wurde Zidler durch Moulin Rouge (1952) eingeführt. Die Rolle wurde vom britischen Schauspieler Harold Kasket verkörpert. Der Film basiert auf der Romanvorlage des gleichnamigen Bestsellers von Pierre La Mure.
Die Figur tritt außerdem in der Verfilmung von Toulouse-Lautrecs Leben Lautrec (1998) und – unter dem Namen Harold Zidler – in Baz Luhrmanns Musical-Filmdrama Moulin Rouge von 2001 auf, hier gespielt von dem britischen Schauspieler Jim Broadbent.